# Torymus lividus
Torymus lividus is een vliesvleugelig insect uit de familie Torymidae. De wetenschappelijke naam is voor het eerst geldig gepubliceerd in 1885 door Ashmead.